# Franz Maria von Thugut
Franz Maria friherre von Thugut (8. marts 1736 i Linz – 29. maj 1818 i Wien) var en østrigsk statsmand. I 1793 blev han udenrigsminister og ledede krigen mod Frankrig. På Napoleon Bonapartes forlangende måtte han dog fratræde posten i 1797.